# Ptychadena stenocephala
Espèce
Synonymes
- Rana stenocephala Boulenger, 1901

Statut de conservation UICN

 LC  : Préoccupation mineure
Ptychadena stenocephala est une espèce d'amphibiens de la famille des Ptychadenidae.

## Répartition
Cette espèce est endémique du centre de l'Afrique. Elle se rencontre :
- en Guinée ;
- au Cameroun ;
- dans le nord de la Tanzanie ;
- en Ouganda.

## Description
Ptychadena stenocephala mesure de 37 à 41 mm pour les mâles et de 42 à 48 mm pour les femelles.

## Publication originale
- Boulenger, 1901 : Description of a new frog from British East Africa. Annals and Magazine of Natural History, sér. 7, vol. 8, p. 515-516 (texte intégral).